# Городищенський цукрорафінадний комбінат
Городищенський цукрорафінадний комбінат - підприємство харчової промисловості у місті Городище  Городищенського району  Черкаської області.

## Історія
Маріїнський цукровий завод в волосному центрі Городище Черкаського повіту Київської губернії був  побудований в 1876 році, у комплексі з залізничною лінією, що дозволило розширити ринки збуту продукції
У 1887 році старий цукровий завод в Городищі, власниками якого були брати К. та Т. Яхненко і Ф. Симиренко, не витримав конкуренції і закрився. Частина робітників звідти перейшла на Маріїнський завод, який збільшив обсяги виробництва, а загальна чисельність працівників підприємства перевищила 1000 осіб.
31 січня 1911 року 170 робітників заводу почали страйк з вимогою ввести тризмінному 8-годинний робочий день замість діючого на підприємстві двозмінного 12-годинного робочого дня. Страйк тривав 12 годин, і адміністрація заводу відмовилася виконувати вимоги.  У 1913 році робітники заводу почали новий страйк, висунувши вимогу ввести 8-годинний робочий день, який тривав добу, але потім адміністрація заводу звільнила всіх його учасників.
Після Лютневої революції 1917 року в місті було встановлено владу Української Народної Республіки. На вимогу робітників на підприємстві був введений 8-годинний робочий день. 26 листопада 1917 року Городище було окуповане радянськими військами, але навесні 1918 року в Городищі вдалося відновити владу УНР, а до кінця 1919 року тривала Громадянська війна, згодом містечко знову опинилося під радянською окупацією.
У 1920 році цукровий завод відновив роботу.  Надалі, підприємство опинилося в складі Південно-Західного економічного району СРСР.
Під час Другої світової війни з 30 липня 1941 до 9 лютого 1944 року селище перебувало під німецькою окупацією.  У вересні 1941 року в селищі розпочала діяльність антифашистська підпільна група, яку очолював О. С. Коваль.  Група почала випуск і поширення повідомлень Радінформбюро і листівок, але в лютому 1942 року була розгромлена, що брали участь в діяльності групи працівники цукрового заводу комсомолець І. І. Задорожний і безпартійний О. С. Козюра були розстріляні.
Після звільнення селища радянськими військами почалося відновлення цукрового заводу, який 20 жовтня 1944 року відновив виробництво і дав першу продукцію (цукор-пісок).  Цього року завод переробляв 700 тонн цукрових буряків на добу.
У листопаді 1945 року був відновлено виробництво цукру-рафінаду.
В цей же час завод став підприємством союзного значення і в травні 1948 року перейшов в пряме підпорядкування головного управління цукрово-рафінадний промисловості Міністерства харчової промисловості СРСР)
У 1949 році завод перевищив довоєнний обсяг виробництва цукру-піску, в 1957 році на підприємстві було освоєно новий, більш ефективний метод виробництва рафінаду.
У 1959 році на підприємстві була створена комсомольсько-молодіжна бригада комуністичної праці, яку очолила Е. Ф. Школяр (в цьому ж році бригада виконала 10-місячний план виробництва цукру на 140%).
У 1967 році завод був оснащений новим обладнанням, виробничі процеси були автоматизовані.  В результаті, план виробництва цукру-піску було виконано на 101,6%, а цукру-рафінаду - на 102,2%.
Виробничий план восьмої п'ятирічки комбінат виконав достроково, 20 жовтня 1970 року завершивши виготовлення запланованої кількості цукру-піску, а 4 грудня 1970 - планового кількості рафінаду.  Надалі, до кінця 1970 року комбінат виробив понад план ще 25 тис. тонн цукру-піску і 4200 тонн рафінаду.
При комбінаті була побудована ТЕЦ потужністю 6100 кВт, яка забезпечувала електроенергією інші підприємства і сусідні села.
У 1974-му році Городищенський цукрорафінадний комбінат міністерства харчової промисловості СРСР був нагороджений Червоним Прапором ЦК КПРС, Ради міністрів СРСР, ВЦРПС і ЦК ВЛКСМ за дострокове виконання народногосподарського плану 1973 року.
В цілому, за радянських часів комбінат входив до числа найбільших підприємств міста.
Після проголошення незалежності України комбінат був переданий у відання Міністерства сільського господарства і продовольства України.  Надалі, державне підприємство було перетворено в відкрите акціонерне товариство.
У 1996 році підприємство зупинило роботу, надалі обладнання було розібрано на металобрухт, а будівлі - на цеглу.